# جوجلیلمو ترئویسان

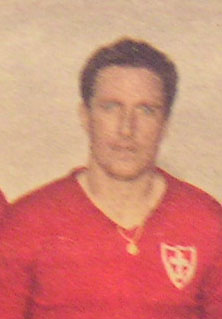
جوجلیلمو ترئویسان

جوجلیلمو ترئویسان (به ایتالیایی: Guglielmo Trevisan) بازیکن فوتبال و اهل ایتالیا است که از سال ۱۹۴۰ میلادی عضو تیم ملی فوتبال ایتالیا بوده و در ۲ بازی ملی حضور داشته‌است. او در بازی‌های ملی‌اش ۱ گل به ثمر رساند.
جوجلیلمو ترئویسان آخرین بازی ملی خود را در سال ۱۹۴۰ میلادی انجام داد.